# River Patrol
River Patrol es un videojuego arcade publicado en 1981 por la empresa japonesa Orca y distribuido en Estados Unidos por Kestern.

## Objetivo del juego
El jugador controla una patrulla acuática cuya misión es rescatar a las pobres almas que se cayeron al río mientras se evita tocar las rocas, los troncos y los cocodrilos que esperan ansiosos hundir el bote. Cada nivel es completado al llegar a la represa antes de que la filtración que hay en la lancha haga que ésta se hunda.